# یاماچ کوچوالی
یاماچ کوچوالی (به ترکی استانبولی: Yamaç Koçovalı) یک شخصیت خیالی است که توسط گوکهان هورزوم خلق شده و با بازی آراس بولوت اینملی در سریال گودال به نمایش گذاشته شده است و یکی از شخصیت‌های محبوب و سریال گودال است.

## پیشینه
در حالی که یاماچ یکی از دشمنان امی و قهرمان را در یورش دشمنان کوچوالی سال‌ها پیش به اسارت گرفته بود، یاماچ با زدن چند ضربه چاقو به گردن، امی و قهرمان را نجات داد. بعداً با پدرش ادریس درگیر شد و با هم دعوا کردند. در نتیجه این درگیری یاماچ از گودال خارج شد.

## درباره

### فصل ۱
او کوچکترین پسر خانواده کوچوالی است. یاماچ که سال‌ها پیش در یک حادثه دردناک خانواده خود را نجات داد، به زندگی دانشگاهی خود با نواختن موسیقی راک شبانه در بارها و دور از خانواده ادامه می‌دهد ، تا بتواند تحصیلات تکمیلی خود را در رشته شیمی کامل کند. او یک شب بعد از یک کنسرت با سنا آشنا می‌شود و سپس تصمیم می‌گیرد گیتار خصوصی خود را به عنوان امانت با ۱۰۰ هزار لیر/دلار و با عشق زندگی‌اش به پاریس برود. یاماچ به سنا پیشنهاد ازدواج می‌دهد و سنا نمی‌داند که آخرین روز خوشبختی او خواهد بود. در شبی که در پاریس گذراندند، زنگ خانه به صدا درآمد و کمال دم در ظاهر شد. آن‌ها با سلطان، مادر یاماچ، به دلیل مرگ برادرش قهرمان ناگهان خود را در محله قدیمی او می‌بیند. فرهنگ، مردم و شیوه زندگی که او کاملاً فراموش کرده است پیش روی او می‌آید.
ادریس بابا سکته قلبی کرده‌است، جومالی در حال حاضر در زندان است و سلیم بدون اینکه بداند چه کار می‌کند در سفر است. در آن آشفتگی، قهرمان، متین و کمال، و یکی از جوانان محله، مکه و ادریس، با مرد خاص علیچو آشنا می‌شوند که بابا او را بسیار دوست دارد. اولین اقدام او با یافتن عیسی است که به وارتولو سعدالدین اطلاع می‌دهد که قهرمان در هتل خواهد بود. او با اطاعت از ندای سلطان کوچوالی مبنی بر صلح با وارتولو، بایکال را که پاشا او را می‌شناخت به عنوان داور منصوب می‌کند و قول می‌دهد در ازای عدم فروش مواد مخدر در محله کوچوالی‌ها ها ، به وارتولو مکانی در محله دره بدهد. این بار کومبورگازلی سردار مقابل او ظاهر می‌شود.
کومبورگازلی سردار به کازینوی سلیم می‌آید و قمار می‌کند و پول می‌بازد. او با افرادش به محله می‌آید و پولش را می‌خواهد. یاماچ پولی را که سردار می‌خواهد نمی‌دهد. سردار با تکان دادن انگشتش صحبت می‌کند و در جای خودش به ادریس بی‌احترامی می‌کند. کمال به انگشت سردار شلیک می‌کند و انگشت سردار قطع می‌شود. در حالی که همه این‌ها در جریان بود، سنا وقایع را از مغازه محیی‌الدین تماشا می‌کرد. یاماچ هم از حضور سنا و تماشای این وقایع از ادریس عصبانی می‌شود.
سردار به کازینو حمله می‌کند و وارتولو در کازینو است. کاراجا که عاشق جلاسون است به کازینو می‌آید و در آنجا تیر می‌خورد. سردار ادریس را گروگان می‌گیرد.
سلیم، همسر یاماچ سنا را می‌رباید و به سنا چشم‌بند می‌زند که صورتش دیده نشود. سنا به خاطر چسباندن دهانش نمی‌تواند صدایی در بیاورد. سلیم وقتی متوجه می‌شود که سردار پدرش را ربوده است به سردار می‌گوید که در ازای ترک پدرش سنا را به او می‌دهد. سلیم قبل از تجارت ماسک می‌زند. از آنجایی که سنا در آن زمان چشم‌بند داشت، نمی‌توانست ببیند آدم ربایان چه کسانی هستند.
آن‌ها در یک منطقه جنگلی برای مبادله با یکدیگر ملاقات می‌کنند. اما سردار ادریس را رها نمی‌کند. سردار سنا و ادریس را به انباری می‌برد. یاماچ همسرش سنا و پدرش ادریس را نجات می‌دهد. یاماچ با سردار در مکان سردار دعوا می‌کند.
در حالی که با سردار مشغول است، بایکال کم کم چهره واقعی خود را نشان می‌دهد و درست زمانی که می‌خواست با بهانه زندگی خصوصی سلیم، یکی از کوچوالی‌ها، معامله را به هم بزند، مانند یک کابوس روی گودال فرو می‌ریزد. با وکیل ناظم و وارتولو که بعداً او را پسرم صدا می‌کند. یاماچ ابتدا به امی و پاشا مشکوک می‌شود، اما چیزی از این سوءظن بیرون نمی‌آید، آن‌ها با برادرش سلیم آزمون را پشت سر می‌گذارند. در حالی که می‌خواست بگوید فیاض کیست، در کنار او کشته شد و یاماچ اکنون احساس می‌کند که قدم به قدم به بایکال نزدیک می‌شود. در این بین حقیقت وارتولو منفجر می‌شود و در واقع پسرش از ادریس بابا ظاهر می‌شود.
یاماچ تصمیم می‌گیرد با وارتولو مقابله کند و وانمود می‌کند که مرده است و در سیاهچال تسویه حساب می‌کند. بعداً با وارتولو متحد می‌شوند و کار بایکال را تمام می‌کنند، اما وارتولو، یعنی صالح کوچوالی، دست از لجاجت بر نمی‌دارد و چوکور از یاماچ دور می‌شود. این بار بایکال در مقابل او نیست، اما پسرانش، وکیل ناظم، کمیسر سابق امراه و برادر بزرگترش سلیم، که او خیلی دیر یاد خواهند گرفت، و پسر پدرش وارتولو مانند یک کابوس روی گودال فرود می‌آیند. طبق توافق بین سلیم و ادریس بابا، خانواده کوچوالی تصمیم می‌گیرند تا گودال را ترک کنند تا عنوان محله خود را پس بگیرند. در این آشفتگی یاماچ بازی امراه را انجام می‌دهد و سنا را هم می‌بازد. علاوه بر این، امراه برادر ناتنی سنا و برادرش سلیم، از فروپاشی روانی سنا چیزی نمی‌گویند.
پس از ماه‌ها، یاماچ تصمیم می‌گیرد برای او به پیش وارتولو برود و علیچو را به نامزدی جلاسون که آدم ادریس بابا است و آکشین دختر برادرش قهرمان می‌برد و خانواده‌اش را در خون می‌یابد که توسط باندی که بعداً فهمید که بره‌های سیاه است مورد یورش قرار گرفته‌اند. پس از قرار دادن آن‌ها در بیمارستان به خانه می‌رود و در آخرین لحظه سلیم را که خودکشی کرده بود نجات می‌دهد و به بیمارستان می‌برد. یاماچ تقریباً یک سال پس از قهرمان برادرش، هاله روزنامه‌نگاری که با علیچو رابطه دارد، یتیمی که وارتولو سوار ماشین کرده، زن داداشش ندرت و برادرزاده‌اش آجار و در نهایت دوست پدرش پاشا و محیی‌الدین را از دست می‌دهد.

### فصل ۲
یاماچ خود را سرزنش می‌کند و تصمیم می‌گیرد به گوشه خود عقب‌نشینی کند و به زندگی قبلی خود بازگردد، اما چوکور او را رها نمی‌کند و کمال را جلوی خروجی بار می‌یابد. کمال از او کمک می‌خواهد. یاماچ که مخفیانه در گودالِ اسیر شده توسط بره‌های سیاه زندگی می‌کند، ابتدا با این پیشنهاد مخالفت می‌کند، اما بعداً با ملاقات با پسر عیسی که او را قهرمان نامید، اوضاع تغییر می‌کند و بره‌های سیاه نوزاد را می‌دزدد تا به کسی شلیک کند.
در حالی که یاماچ سعی می‌کند جلوی این حادثه را بگیرد، برادر بزرگتر جومالی در مقابل او ظاهر می‌شود و یاماچ خود را به بره‌های سیاه تسلیم می‌کند تا بچه را رها کنند و سپس او با ضرب و شتم شدید رها می‌شود. سلیم او را در خانه جومالی می‌گذارد که از خجالت حاضر نمی‌شود. بعداً یاماچ و کمال که فهمیدند او و مادرش با بچه از گودال رفته‌اند، از این اتفاق بسیار خوشحال هستند، اما جومالی از دست او عصبانی است که چرا شما از این موضوع خوشحال هستید. یاماچ می‌گوید که دوباره گودال را می‌گیرد اما سر راه جومالی قرار نمی‌گیرد و با هم می‌جنگند. جومالی او را غافلگیر می‌کند و سنا را می‌یابد و یاماچ و سنا دوباره به هم می‌پیوندد.
سنا که حقیقت را از وارتولو/صالح می‌آموزد، با گفتن اینکه سعادت مرده است، یاماچ را متقاعد می‌کند که وارتولو هم برای شما مفید است. همانطور که آن‌ها امید خود را از علیچو قطع کرده‌اند، علیچو به آن‌ها مراجعه می‌کند. یاماچ که وارد محله می‌شود و می‌بیند که گودال خیلی تغییر کرده است از علیچو می‌خواهد که وارتولو را پیدا کند و آن‌ها تصمیم می‌گیرند او را پیدا کنند و تجارت مواد مخدر را به هم بزنند تا او را پیدا کنند و در خانه دور هم جمع شوند و بره‌های سیاه را تمام کنند. اول، او را متقاعد می‌کنند که برای گودال اتفاقی نیفتد و بعد از اینکه او برای ملاقات با افغان‌ها می‌رود، اوضاع پیچیده می‌شود.
بعد از اینکه جومالی برادرانش را از دست افغان‌ها نجات می‌دهد، وقت آن است که کار بره‌های سیاه با بلغاری‌ها را تضعیف کند. به همین دلیل یاماچ در حالی که سعی می‌کند بفهمد مرد تولیدکننده مواد مخدر کیست، متوجه می‌شود که او وارتولو است و پس از متقاعد کردن او، جعبه‌های بزرگ حاوی مواد مخدر در جلسه بلغارها و بره‌های سیاه منفجر می‌شود و بین آن‌ها درگیری ایجاد می‌شود. بنابراین بره‌های سیاه مجبور به ترک گودال می‌شوند. ابتدا یاماچ که توسط شخصی که فکر می‌کرد ارسوی است مورد اصابت گلوله قرار گرفت، پس از پشت سر گذاشتن این شوک متوجه می‌شود که او متین است زیرا پسرش توسط چتو و ماهسون ربوده شده‌است.
پس از گذراندن متین از طریق آزمون اعتماد، بازگشت بره‌های سیاه به محله دوباره به دلیل آشنایی مشترک صورت می‌گیرد، اما اکنون که یاماچ و کوچوالی‌ها در مورد گودال حرفی برای گفتن دارند، مشکلی نیست. از طرفی جومالی و وارتولو به دنبال چتو می‌روند و شخصی به نام یوجل را به خانه‌ای می‌آورند. یوجل در واقع بنیان‌گذار بره‌های سیاه است. یوجل چون با چتو رابطه بدی دارد به یاماچ اطلاعات میدهد و بین ماهسون و چتو فرق می‌گذارد. از طرف دیگر سنا و سلیم خانواده ماهسون را پیدا می‌کنند و چتو می‌گوید این دروغ است و ماهسون را به کشتن پدرش تشویق می‌کند. پس از اینکه چتو با موفقیت این نقشه خیانت‌آمیز را انجام داد، به این بهانه به کوچوالی‌ها حمله می‌کند و کوچوالی‌ها از محله خود گودال محافظت می‌کنند و بره‌های سیاه را کاملاً بیرون می‌کنند.
در حالی که چتو در حال فرار است، وارتولو، جومالی و یاماچ نزدیک است که ضربه بخورند، اما ماهسون با ماشین می‌آید و جلوی آن‌ها به چتو شلیک می‌کند و داخل ماشین بر می‌گردد. یاماچ که وارد کلانتری می‌شود، در حالی که می‌پرسد آیا همه خوب هستند، فکر می‌کند همه چیز تمام شده است و متوجه می‌شود که سنا توسط ماهسون ربوده شده است. یاماچ و همه کوچوالی‌ها که در تلاش برای یافتن سنا هستند، وقتی یاماچ، سنا را به محله می‌آورد، خبر بد را می‌فهمند. یاماچ با تصمیم به ترک گودال، سر سدات را که اولوچ رئیس او را می‌شناسد، فشار می‌دهد. یاماچ که در حالی که روی نیمکت نشسته یک پاکت دریافت می‌کند، دیوانه می‌شود و در کنار ملیحه نفس می کشد.
یاماچ که متوجه شده بود به دلیل اتفاق گذشته با ادریس بابا این اتفاق برای آن مرد افتاده است، پس از دفن سنا به دنبال مردی که فکر می‌کرد بایکال بود می‌رود، اما درست زمانی که می‌خواست حقیقت را بگوید مورد اصابت گلوله قرار گرفت. از طرف دیگر یوجل حرکت دوم خود را انجام می‌دهد و این بار آکشین را از قبرستان می‌رباید، پاکتی را جا می‌گذارد و کاراجا پاکت را به یاماچ می‌دهد، اما جایی که آکشین را پیدا می‌کنند، او نیز مرده پیدا می‌شود. پس از آن، ملیحه و ادریس متوجه می‌شوند که آن کودک کیست و به یاماچ می‌گویند که فرد انگشتردار یوجل است و این بار یوجل علیچو را می‌رباید. همچنین مشکلاتی مانند تمساح جلیل و آذر یکی پس از دیگری به محله می‌آیند. یاماچ که فکر می‌کند علیچو را از دست داده است، اکنون ویران شده است و در نهایت بزرگان استانبول تصمیم می‌گیرند کوچوالی‌ها را به ترک استانبول وادار کنند. یاماچ، سلیم، جومالی و وارتولو که مخالف این تصمیم هستند به آن‌ها اعلان جنگ می‌دهند.
یاماچ نیز با نقشه‌ای هوشمندانه یوجل را می‌گیرد و بقیه به آذر و تمساح حمله می‌کنند و آن‌ها را نیز دفع می‌کنند. پس از گذراندن یک عصر دلپذیر، با تصور اینکه یوجل مرده است، کوچوالی‌ها پس از صرف شام با هم به خانه می‌روند و متوجه می‌شوند که همه زنان کوچوالی ربوده شده‌اند.  پاکت‌های زیادی به گودال می‌رسد و یاماچ، ادریس بابا، جومالی، سلیم، وارتولو، امی، مکه، جلاسون، متین و کمال با پاکت‌هایی که گرفته‌اند سعی می‌کنند آن‌ها را پیدا کنند. به جز ادریس بابا و یاماچ، بقیه در جنگل بزرگی که به آنجا می‌روند توسط پلیس دستگیر می‌شوند. ادریس بابا و یاماچ در مکانی هزارتو مانند در انباری که وارد شدند رو در رو می‌شوند. بسیاری از تلویزیون‌ها زنان کوچوالی را نشان می‌دهند و یوجل از بیرون به آن‌ها زنگ می‌زند و می‌گوید: "یکی از شما امروز خواهد مرد." با وجود اینکه یاماچ در ابتدا مخالف است، ادریس بابا آخرین دعای خود را می‌گوید: "برای خانواده خود این کار را انجام بده و آخرین درخواست من از تو یاماچ، یک دانه (نوه) است" و شمارش معکوس با ۱۰ ثانیه آخر شروع می‌شود. یاماچ و ادریس بابا اسلحه‌ای را به روی یکدیگر می‌کشند و یاماچ مجبور به تیراندازی می‌شود و پدرش را می‌کشد.

### فصل ۳
در گودال آکین کوچوالی و مدد هستند که در آخرین لحظه یوجل را نجات دادند. البته یاماچ و بقیه نمی‌دانند آکین دارد چه می‌کند. پس از آن، یاماچ پدرش را می‌شوید و در قبرستان خانواده کوچوالی دفن می‌کند و دیوانه می‌شود. یاماچ که در بیمارستان روانی بستری است تحت درمان قرار می‌گیرد و در بیمارستان با نهیر ملاقات می‌کند. زمانی که او در بیمارستان بود، محله در دست آکین کوچوالی بود. به لطف پولی که افسون دختر بایکال داده است، یوجل، آذر، تمساح جلیل و آکین که می‌خواهد رهبری گودال را بر عهده بگیرد نیز در برنامه هستند.
از سوی دیگر، جومالی، سلیم، وارتولو، اِمی، مکه، جلاسون، متین و کمال از خبر مرگ ادریس بابا در زندان غمگین هستند. از طرف دیگر یاماچ به هوش می‌آید، آکین را پیدا می‌کند، متوجه می‌شود که چه کسی درگیر است و تصمیم می‌گیرد از آن‌ها انتقام بگیرد. یاماچ ابتدا یوجل را پیدا می‌کند و حقیقت را به همسر یوجل می‌گوید، یوجل را می‌گیرد و او را متقاعد می‌کند که فرزندش مرده است. او در آدانا آذر را شوکه می‌کند و به او می‌گوید که یا شوهرخواهرش یا یکی از برادرانش می‌میرد، درست مانند گزینه‌ای که به او داده شده است. آذر به شوهرخواهرش شلیک می کند و او را می‌کشد و خواهرش خودکشی می‌کند. در حالی که قصد دارد به مادربزرگ افسون شلیک کند، مادربزرگش او را با چاقو می‌زند. از طرفی افسون نمی‌تواند او را کتک بزند و با او رفتار می‌کند و او را فراری می‌دهد. او تمساح را در خانه‌اش گرفت و به او شلیک کرد، اما تمساح به دلیل پوشیدن جلیقه فولادی از این حمله جان سالم به در برد. یاماچ با برادرانش و دیگران در زندان ملاقات می‌کند. جومالی از سلیم و وارتولو راهنمایی می‌خواهد و آن‌ها از یاماچ می‌خواهند که مراقب محله باشد. یاماچ به محله برمی‌گردد و تصمیم می‌گیرد به تمام استانبول اعلام جنگ کند.
یاماچ در حالی که در شهربازی قرار داشت برای منحرف کردن ذهن بزرگان استانبول مورد حمله قرار می‌گیرد و توسط یک فرد مرموز نجات می‌یابد. معلوم می‌شود که این شخص ماهسون است که یاماچ را نیز از حملات قبلی نجات داده است. ماهسون به سنا قبل از مرگش قول داد از یاماچ محافظت کند و معلوم شد که یاماچ را به همین دلیل نجات داده است. بعداً چاتای اردنت در برابر او ظاهر می‌شود. چاتای به یاماچ پیشنهاد اتحاد می‌دهد، اما یاماچ کامیون‌های تحویل چاتای را منفجر می‌کند. در آن زمان وارتولو متوجه می‌شود که یاماچ قاتل پدرش است. بعداً چاتای می‌خواهد یاماچ را با به دام انداختن او بکشد، اما وارتولو و ماهسون با هم همکاری می‌کنند و یاماچ را نجات می‌دهند، اما او را مرده نشان می‌دهند. وارتولو او را به جایی می‌برد که یاماچ وارتولو را زندانی کرده بود تا با یاماچ تسویه حساب کند. پس از مسابقه بزرگ، یاماچ به داستان انتقام خود ادامه می‌دهد و یوجل را می‌کشد و سپس به همراه وارتولو، یوجل را به خاک می‌سپرد. چاتای با اطلاع از زنده بودن یاماچ، جایزه‌ای پولی برای کشتن یاماچ تعیین می‌کند. یاماچ از کسانی که برای کشتن او می‌آیند طفره می‌رود. در همین حین، چاتای شروع به لکه‌دار کردن نام گودال و وارد کردن مواد مخدر به گودال کرد. وقتی یاماچ حالت گودال را می‌بیند، به چاتای تعظیم می‌کند تا دیگر خطری برای گودال نداشته باشد. از طرف دیگر، چاتای از یاماچ می‌خواهد که امیر وارول، روزنامه‌نگاری که از اردنت‌ها گزارش می‌دهد، بکشد. در حالی که یاماچ و فاتح آدم چاتای در حال آماده شدن برای کشتن امیر هستند، وقتی یاماچ فرزندان امیر را می‌بیند نمی‌تواند دکمه‌ای را که باعث انفجار ماشین می‌شود فشار دهد سپس در حالی که آن‌ها با فاتح درگیر هستند، فاتح دکمه را فشار می‌دهد و ماشین منفجر می‌شود. در همین حین یاماچ به فاتح شلیک می‌کند و او را می‌کشد. بعدها فهمیده می‌شود که امیر توسط ماهسون نجات یافته است. یاماچ امیر را با خانواده‌اش در گودال قرار می‌دهد، جایی که او در امان خواهد بود. بعداً با کمک پلیس، ارکان که به دنبال یاماچ، امیر و چاتای است، چاتای در زمان تحویل مواد مخدر دستگیر می‌شود. چاتای توسط پدرش چنگیز اردنت برکنار می‌شود و برادرش آریک بوکه جای او را می‌گیرد.

### فصل ۴
پس از ملاقات یاماچ با آریک بوکه، آریک بوکه و سرن به امیر کمین می‌کنند و او را می‌کشند و او در مقابل تابلوی گودال در محله به دار آویخته می‌شود. یاماچ با دیدن این موضوع دیوانه می‌شود و با آریک بوکه درگیر می‌شوند. همسر امیر یادداشت‌های مربوط به اردنت‌ها را به یاماچ می‌دهد و به لطف آن یادداشت‌ها، کوچوالی‌ها با تحویل اردنت‌ها برخورد می‌کنند و داروهایی که تحویل گرفته‌اند روی ماشین چنگیز اردنت و آریک بوکه ریخته می‌شود. یاماچ با این حرکت مورد لطف چنگیز اردنت قرار می‌گیرد. چنگیز اردنت به یاماچ می‌گوید: «پسرم باش» اما یاماچ با گفتن «من پدر دارم» به چنگیز اردنت این پیشنهاد را رد می‌کند. در حالی که آریک بوکه و سرن در حال بررسی اسناد مربوط به یاماچ هستند، USB حاوی فیلم کشتن ادریس توسط پسرش یاماچ را پیدا می‌کنند. سرن یواس‌بی را به جومالی می‌دهد. جومالی متوجه می‌شود که یاماچ قاتل پدرش است و به یاماچ شلیک می‌کند و سپس به کوچوالی ها می‌گوید که یاماچ قاتل است. چنگیز اردنت از افسون در مورد نقطه ضعف یاماچ می‌پرسد تا یاماچ را به سمت خود بکشاند و می‌گوید که اگر بگوید یاماچ را از بیمارستان می‌رباید و او را شفا می‌دهد. افسون هم این پیشنهاد را می‌پذیرد و توضیح می‌دهد که نقطه ضعف یاماچ گودال است و یاماچ حتی خودش را فدای چوکور خواهد کرد. چنگیز اردنت به قول خود عمل می‌کند و یاماچ را از بیمارستان می‌رباید و او را شفا می‌دهد. وقتی یاماچ پس از بهبودی به گودال می‌آید، هیچ کس به صورت یاماچ نگاه نمی‌کند، سپس سلطان، یاماچ را از خانه بیرون می‌کند. فقط وارتولو از یاماچ مراقبت می‌کند.  چنگیز اردنت به یاماچ می‌گوید که اگر با او نباشد، گودال را خراب می‌کند و پارک می‌سازد. یاماچ می‌گوید: "حتی اگر من آنجا نباشم، گودال از خودش محافظت می‌کند." او این پیشنهاد را رد کرد و بعداً با چنگیز اردنت همراه شد تا اتفاقی برای گودال نیفتد.
در فصول بعدی، چاعاتای اردنت پس از کشتن سلیم، چنگیز را ترک کرد و به خانه و محله خود بازگشت. او ۴ قبر در مقابل خانه‌اش حفر کرد و عهد کرد که اردنت‌ها را تمام کند. او چنگیز اردنت را با نقشه‌های خود خشمگین کرد، کولکان اردنت برادر خود اوگدای اردنت را کشت و در نهایت نیمی از انتقام خود را با کشتن چنگیز اردنت در هتلی که در آن اقامت داشت گرفت. نهیر و افسون از یاماچ باردار هستند و تصمیم گرفته‌اند هر دوی آن‌ها را در خانه‌های سرپناه جداگانه پنهان کنند، اما نهیر با فریب دادن مدد فرار کرده است. نهیر در نامه‌ای که برای یاماچ گذاشت، نوشت که می‌خواهم راه خود را بروم و در ادامه نوشت که از این راه با فرزندش در امان خواهد بود. وقتی چاعاتای اردنت آمد، افسون را به خانه‌اش آورد. افسون به خانواده‌اش نگفته است که در حال حاضر باردار است و او به طور غیرمستقیم مسئول مرگ ادریس بابا است. برای یاماچ، مهم‌ترین دشمن اکنون به چاعاتای تبدیل شده است. اما بعد از اینکه سلطان، افسون را از خانه بیرون کرد و این را از یاماچ پنهان کرد، همه چیز آن‌طور که او می‌خواست پیش نرفت. در آن زمان یاماچ چاعاتای را کشت و انتقام سلیم را گرفت و افسون را در خانه صدا کرد، سلطان خانم گفت که افسون از خانه خارج شده است. سعادت که در عروسی آکین مست بود، دلتنگ حقیقت می‌شود و یاماچ که با سلطان خانم دعوا می‌کند به دنبال افسون می‌رود. کولکان اردنت که در آن زمان می‌خواست یاماچ را به دام بیندازد، موفق به اینکار می‌شود و یاماچ را بازداشت می‌کنند و به دیاربکر می‌روند و او را فریب می‌دهند و می‌گویند که به افغانستان آمده‌اند.
پس از مدتی،دختر یاماچ و افسون به دنیا آمد و نامش را ماسال می‌گذارند. برخورد آن‌ها با افسون خوب پیش نمی‌رود و افسون از یاماچ وقت می‌خواهد. یاماچ تغییر گودال را می‌بیند. گودال به دو قسمت تقسیم می‌شود. او عمو جومالی را می‌بیند که گودال با پول مواد مخدرش عوض شده و با او مخالفت می‌کند. وارتولو نمی‌تواند یاماچ را قانع کند و می‌گوید که دست عمو را نمی‌بوسد. جنگ بین عمو و یاماچ برقرار است.
یاماچ برای نجات افسون تصمیم می‌گیرد به دنبال او تا جایی که رفته بود برود و در نهایت او را از جایی که با دخترش ماسال در آنجا نگهداری می‌شوند نجات می‌دهد. یاماچ پس از نجات افسون و دخترش ماسال، برای خود خانه‌ای می‌خرد. او با برادر بزرگترش جومالی و همسر و فرزندش به خانه جدیدی نقل مکان می‌کند. پس از یافتن مسیر جنک، کولکان در رتبه بعدی قرار دارد. افسون نیز کولکان را می‌کشد و بدین ترتیب انتقام از اردنت‌ها گرفته می‌شود. علاوه بر این، یاماچ، که می‌خواهد به شغل قبلی خود در محله بازگردد، از مردم در چوکور می‌خواهد حفاظت از میله‌ها را پس دهند و سعی می‌کند به تجارت اسلحه بازگردد. امی دچار مشکل می‌شود و یاماچ دوباره با نقاب‌دار ملاقات می‌کند که ماهرانه با قرار دادن بمب روی او، منفجرش می‌کند. او امی را به خانه‌اش می‌برد، اما امی به دنبال ماشین قدیمی ادریس بابا می‌رود و عمو جومالی او را می‌کشد، یاماچ در حین جستجوی او صدای شلیک گلوله را می‌شنود و نمی‌تواند به او برسد. امی در آغوش یاماچ می‌میرد. برای یاماچ، این یک شوک خواهد بود. بعد از امی، آن‌ها اجساد کاراجا و جلاسون را به همراه صالح پیدا می‌کنند. به لطف ویدیوی کولکان، صالح نیز از حقیقت عمو جومالی مطلع می‌شود. الان همه با هم مقابل عمو هستند. یاماچ بالاخره با افسون ازدواج می‌کند، هرچند دیر. پس از عروسی بین خانواده، گودال توسط شهرام گوچر، که آدم عمو و رئیس باند موتورسواری است، محاصره می‌شود. در همین حال، یاماچ و دیگر اعضای خانواده بی‌اطلاع از این حادثه توسط اعضای باند مسلح تسلیم شده و مجبور به ترک گودال می‌شوند. یاماچ که مطمئن نیست عمو در مواجهه با این نقشه چه خواهد کرد، شهرام را به دوئل فرا می‌خواند و در نهایت او را می‌کشد. دیگر عمو کاری نمی‌تواند انجام دهد و باید گودال را ترک کند. یاماچ عمو را در منطقه جنگلی محاصره می‌کند و به همراه صالح، آکین و جومالی او را دفن می‌کنند. به این ترتیب، یاماچ نفس راحتی کشید و یک سفره بزرگ خانوادگی، شامل کل محله گودال، برپا کرد و داستان در اینجا به پایان می‌رسد.

## روابط و شرکا

### سنا کوچوالی
یاماچ در یک بار با سنا آشنا می‌شود و آن‌ها عاشق یکدیگر می‌شوند. او سنا را به پاریس می‌برد و پیشنهاد ازدواج می‌دهد و سنا هم این پیشنهاد را می‌پذیرد و به کنسولگری می‌روند و ازدواج می‌کنند. یوجل که می‌خواهد از ادریس انتقام بگیرد، زمانی که ماهسون سنا را دزدیده و با خود می‌برد، وقتی ماهسون پیش سنا حضور ندارد، سنا را می‌دزدد و جلوی چشم یاماچ او را به صورت غیر مستقيم می‌کشد.

### نهیر بورسالی
نهیر و یاماچ در آسایشگاه با هم ملاقات می‌کنند. نهیر عاشق یاماچ می‌شود، اما یاماچ هیچ احساسی نسبت به نهیر ندارد. شب مرگ کمال، یاماچ غمگین بود. نهیر با او درد دل می‌کند. پس از آن به بار می‌روند، هردو مست می‌کنند و نهیر باردار می‌شود. یاماچ بچه را نمی‌خوست، اما به خاطر قولی که به ادریس داده بود،بچه را نگه می‌دارد و پس از چند ماه نهیر پسری به دنیا می آورد و اسمش را یاماچ می‌گذارد. نهیر وقتی می‌فهمد یاماچ عاشق افسون است، او را ترک می‌کند و به دلیل ابتلا به سرطان، پسرش را به افسون می‌سپرد.

### افسون کنت
یاماچ توسط مقبوله، مادربزرگ افسون مجروح می‌شود. افسون نمی تواند یاماچ را آزار دهد و با او خوب رفتار می‌کند. یاماچ عاشق افسون می‌شود. پس از وارد رابطه شدن با او، افسون از او باردار می‌شود و صاحب یک دختر به نام ماسال می‌شوند اما افسون به خاطر کولکان و سلطان بدون ازدواج مادر می‌شود. بالاخره هرچند دیر، یاماچ با افسون ازدواج می‌کند.

## دیگر
شخصیت یاماچ کوچوالی مهمان سریال دیگر کمپانی سازنده گودال با نام تصادف بود.